# Apotolamprus antsingyensis
Apotolamprus antsingyensis är en skalbaggsart som beskrevs av Olivier Montreuil 2008. Apotolamprus antsingyensis ingår i släktet Apotolamprus och familjen bladhorningar. Inga underarter finns listade i Catalogue of Life.